# 西蒙峰
西蒙峰（英語：Simon Peak）是南極洲的山峰，位於亞歷山大一世島西北部，處於阿弗爾山脈西面，海拔高度約1,000米，在1909年1月由英國研究隊發現，現時由南極條約體系管理。